# Бабек, Томаш
Томаш Бабек (чеш. Tomáš Bábek; род. 4 июня 1987, Брно) — чешский трековый велогонщик, специалист по гиту на 1 км, командному спринту, кейрину. Выступает за сборную Чехии по велоспорту с 2008 года, серебряный и бронзовый призёр чемпионата мира, двукратный чемпион Европы, победитель Европейских игр, участник летних Олимпийских игр в Пекине.

## Биография
Томаш Бабек родился 4 июня 1987 года в городе Брно, Чехословакия.
Впервые заявил о себе в трековом велоспорте в сезоне 2007 года, когда стал чемпионом Чехии в гите на 1 км.
В 2008 году в той же дисциплине выиграл бронзовую медаль в молодёжном зачёте на чемпионате Европы в Прушкуве, был лучшим на чемпионате Чехии в гите и командном спринте. Благодаря череде удачных выступлений вошёл в основной состав чешской национальной сборной и удостоился права защищать честь страны на летних Олимпийских играх в Пекине — в программе командного спринта вместе с соотечественниками Адамом Птачником и Денисом Шпичкой на предварительном квалификационном этапе стартовал против сборной США, показал итоговый 11-й результат (45,678) и не вышел в следующую стадию соревнований.
После пекинской Олимпиады Бабек остался в составе трековой велокоманды Чехии и продолжил принимать участие в крупнейших международных стартах. Так, в 2010 году он выступил в индивидуальном и командном спринте на чемпионате мира в Копенгагене, занял в этих дисциплинах 32-е и 12-е места соответственно.
В 2016 году на чемпионате Европы в Ивелине одержал победу в кейрине и взял бронзу в гите на 1 км.
В 2017 году побывал на чемпионате мира в Гонконге, откуда привёз награды серебряного и бронзового достоинства, выигранные в гите и кейрине соответственно.
В 2019 году был лучшим в гите на Европейских играх в Минске.
На чемпионате Европы 2020 года в Пловдиве выиграл гит на 1 км и стал серебряным призёром в командном спринте.